# Aracoiaba (kommun)
Aracoiaba är en kommun i Brasilien.   Den ligger i delstaten Ceará, i den östra delen av landet, 1 600 kilometer nordost om huvudstaden Brasília. Antalet invånare är 25 405.
Följande samhällen finns i Aracoiaba:
- Aracoiaba

Omgivningarna runt Aracoiaba är huvudsakligen savann. Runt Aracoiaba är det ganska glesbefolkat, med 43 invånare per kvadratkilometer.